# Vinska Gorica
Vinska Gorica je naselje u slovenskoj Općini Dobrni. Vinska Gorica se nalazi u pokrajini Štajerskoj i statističkoj regiji Savinjskoj. 

## Stanovništvo
Prema popisu stanovništva iz 2002. godine naselje je imalo 154 stanovnika.